# مانفريد شتاينر (لاعب كرة قدم)
مانفريد شتاينر (بالألمانية: Manfred Steiner)‏ هو لاعب كرة قدم نمساوي، ولد في 3 يناير 1950 في النمسا، وتوفي في 21 أكتوبر 2020. شارك مع منتخب النمسا لكرة القدم. أما مع النوادي، فقد لعب مع شتورم غراتس.

## وصلات خارجية
- مانفريد شتاينر على موقع قاعدة بيانات كرة القدم.إي يو (الإنجليزية)
- مانفريد شتاينر على موقع ناشيونال فوتبول تيمز (الإنجليزية)